# Mersin
Mersin (tiếng Armenia: Մերսին, tiếng Hy Lạp cổ: Ζεφύριον, Zephyrion) là một thành phố tự trị (büyük şehir) của Thổ Nhĩ Kỳ. Đây là một thành phố cảng lớn ở phía nam Thổ Nhĩ Kỳ, nằm bên Địa Trung Hải, giữa 2 thành phố Antalya và Adana. Với diện tích 15.620 km2, dân số thời điểm năm 2014 là 1.727.255 người, đây là đơn vị hành chính lớn thứ 9 và thành phố đông dân thứ 10 tại Thổ Nhĩ Kỳ. Nơi đây cũng là quê hương của Sứ đồ Phaolô của Kitô giáo

## Tổng quan
Khoảng 87% diện tích thành phố này là núi với độ cao nhất ở dãy núi Taurus có đỉnh là Medetsiz (3.584 m) ở rặng Bolkar, và có một số đèo quan trọng qua miền trung Anatolia. Dải ven biển có nhiều khu đất bằng phẳng do sông chảy từ núi xuống tạo nên. Những khu vực này màu mỡ. Sông lớn nhất là sông Göksu. Mersin có 321 km bờ biển, phần lớn là bãi cát. Khí hậu thành phố đặc trưng Địa Trung Hải.
Khoảng 50% dân số thành phố này trẻ hơn 24 tuổi, 68% sinh ra tại Mersin. Tỷ lệ biết đọc biết viết là 89%. Khoảng 43% nam giới và 27% nữ giới tốt nghiệp trung học.

## Khí hậu
| Dữ liệu khí hậu của Mersin                   | Dữ liệu khí hậu của Mersin | Dữ liệu khí hậu của Mersin | Dữ liệu khí hậu của Mersin | Dữ liệu khí hậu của Mersin | Dữ liệu khí hậu của Mersin | Dữ liệu khí hậu của Mersin | Dữ liệu khí hậu của Mersin | Dữ liệu khí hậu của Mersin | Dữ liệu khí hậu của Mersin | Dữ liệu khí hậu của Mersin | Dữ liệu khí hậu của Mersin | Dữ liệu khí hậu của Mersin | Dữ liệu khí hậu của Mersin |
| Tháng                                        | 1                          | 2                          | 3                          | 4                          | 5                          | 6                          | 7                          | 8                          | 9                          | 10                         | 11                         | 12                         | Năm                        |
| -------------------------------------------- | -------------------------- | -------------------------- | -------------------------- | -------------------------- | -------------------------- | -------------------------- | -------------------------- | -------------------------- | -------------------------- | -------------------------- | -------------------------- | -------------------------- | -------------------------- |
| Cao kỉ lục °C (°F)                           | 25.2 (77.4)                | 26.5 (79.7)                | 29.8 (85.6)                | 34.7 (94.5)                | 36.0 (96.8)                | 40.0 (104.0)               | 38.1 (100.6)               | 39.8 (103.6)               | 41.5 (106.7)               | 37.5 (99.5)                | 31.0 (87.8)                | 27.0 (80.6)                | 41.5 (106.7)               |
| Trung bình ngày tối đa °C (°F)               | 15.2 (59.4)                | 16.2 (61.2)                | 19.0 (66.2)                | 22.2 (72.0)                | 25.8 (78.4)                | 29.1 (84.4)                | 31.9 (89.4)                | 32.8 (91.0)                | 31.1 (88.0)                | 27.9 (82.2)                | 22.1 (71.8)                | 16.9 (62.4)                | 24.2 (75.6)                |
| Trung bình ngày °C (°F)                      | 11.0 (51.8)                | 12.0 (53.6)                | 14.9 (58.8)                | 18.2 (64.8)                | 22.1 (71.8)                | 25.8 (78.4)                | 28.7 (83.7)                | 29.3 (84.7)                | 27.0 (80.6)                | 23.0 (73.4)                | 17.2 (63.0)                | 12.6 (54.7)                | 20.1 (68.2)                |
| Tối thiểu trung bình ngày °C (°F)            | 7.6 (45.7)                 | 8.2 (46.8)                 | 10.9 (51.6)                | 14.4 (57.9)                | 18.6 (65.5)                | 22.6 (72.7)                | 25.8 (78.4)                | 26.3 (79.3)                | 23.2 (73.8)                | 18.6 (65.5)                | 13.0 (55.4)                | 9.1 (48.4)                 | 16.5 (61.7)                |
| Thấp kỉ lục °C (°F)                          | −6.3 (20.7)                | −6.6 (20.1)                | −2.2 (28.0)                | 0.6 (33.1)                 | 7.0 (44.6)                 | 12.0 (53.6)                | 16.1 (61.0)                | 15.0 (59.0)                | 11.0 (51.8)                | 2.7 (36.9)                 | −3.3 (26.1)                | −3.0 (26.6)                | −6.6 (20.1)                |
| Lượng Giáng thủy trung bình mm (inches)      | 115.9 (4.56)               | 79.0 (3.11)                | 56.1 (2.21)                | 34.6 (1.36)                | 26.7 (1.05)                | 12.0 (0.47)                | 9.3 (0.37)                 | 7.3 (0.29)                 | 13.4 (0.53)                | 35.7 (1.41)                | 80.2 (3.16)                | 162.7 (6.41)               | 632.9 (24.92)              |
| Số ngày mưa trung bình                       | 10.97                      | 9.93                       | 8.57                       | 8.73                       | 7.53                       | 3.67                       | 1.67                       | 1.30                       | 2.47                       | 5.90                       | 7.43                       | 11.07                      | 79.2                       |
| Số giờ nắng trung bình tháng                 | 148.8                      | 158.2                      | 210.8                      | 231.0                      | 263.5                      | 294.0                      | 313.1                      | 303.8                      | 273.0                      | 235.6                      | 177.0                      | 142.6                      | 2.751,4                    |
| Số giờ nắng trung bình ngày                  | 4.8                        | 5.6                        | 6.8                        | 7.7                        | 8.5                        | 9.8                        | 10.1                       | 9.8                        | 9.1                        | 7.6                        | 5.9                        | 4.6                        | 7.5                        |
| Nguồn: Cơ quan Khí tượng Nhà nước Thổ Nhĩ Kỳ |                            |                            |                            |                            |                            |                            |                            |                            |                            |                            |                            |                            |                            |